# John Whitelocke

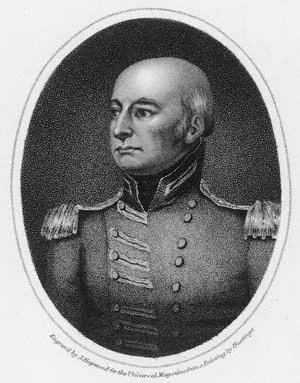
John Whitelocke 1808

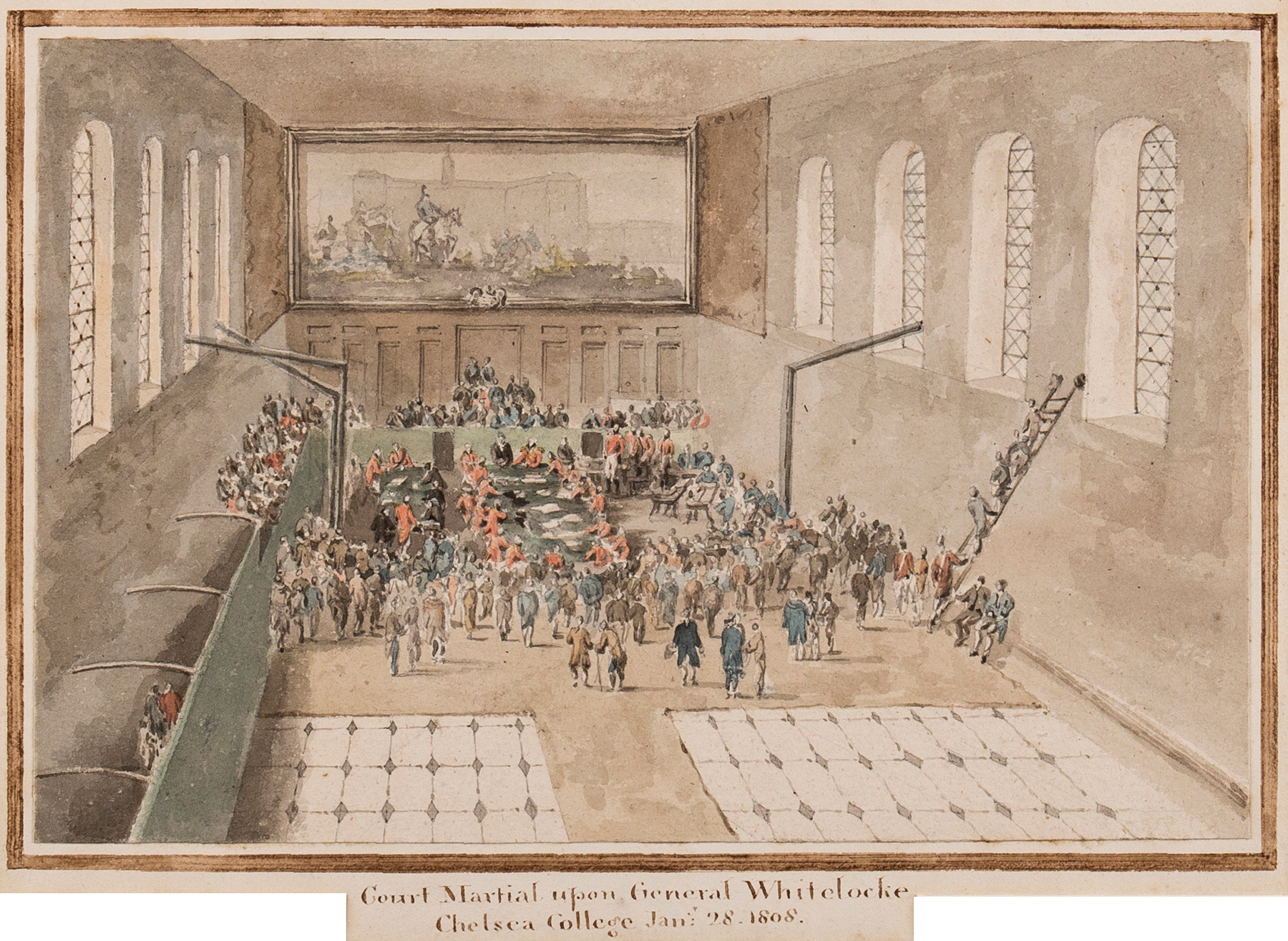
Court Martial upon General Whitelocke
Chelsea College, Jan. 28th 1808

John Whitelocke (* 1757; † 23. Oktober 1833) war ein britischer Offizier.

## Leben
Whitelocke trat 1778 in die Armee ein und diente unter anderen auf Jamaika. 1805 wurde er zum Generalleutnant ernannt.
1807 sollte unter seinen Kommando Buenos Aires erobert werden. Dazu traf er am 10. Mai 1807 im drei Monate zuvor von den Truppen Samuel Auchmutys besetzten Montevideo mit einer Truppenstärke von 6000 Mann ein und übernahm das dortige Militärkommando. Whitelocke musste jedoch nach der am 28. Juni 1807 erfolgten Landung in Ensenada im Süden von Buenos Aires am 5. Juli 1807 beim dortigen Eroberungsversuch kapitulieren, nachdem er Verluste in Höhe von 1100 Toten und 1500 Gefangenen in seiner Armee zu beklagen hatte. Am 9. September 1807 verließ er mit seinen Truppen Montevideo. Wegen der Ereignisse wurde Whitelocke später vor ein Kriegsgericht gestellt und aus der Armee ausgeschlossen.
Am 23. Oktober 1833 starb Whitelocke in Beaconsfield.